# Pteralopex pulchra
Pteralopex pulchra är en däggdjursart som beskrevs av Tim Flannery 1991. Pteralopex pulchra ingår i släktet Pteralopex och familjen flyghundar. IUCN kategoriserar arten globalt som akut hotad. Inga underarter finns listade.
Denna flyghund hittas i bergstrakter på ön Guadalcanal som tillhör Salomonöarna. Arten upptäcktes i en fuktig bergsskog med bland annat ormbunkar som undervegetation.